# Богомол Олександр Миколайович
Олександр Миколайович Богомол (нар. 10 лютого 1977, м. Тернопіль, Україна) — український поліціянт. Генерал поліції 3-го рангу.

## Життєпис
Олександр Богомол народився 10 лютого 1977 року в Тернополі.
Закінчив Харківський університет внутрішніх справ (1998, спеціальність — юрист). Працював слідчим та заступником начальника слідчого Тернопільського міського відділу міліції (1994—2014), першим заступником начальника-начальник слідчого управління УМВС України в Тернопільській області (2014—2015), начальником Управління МВС України в Тернопільській області (2015—2016), від 2016 по 2023 — начальник Головного управління Національної  поліції в Тернопільській області.
Голова «Федерації волейболу Тернопільщини».

## Родина
Одружений, виховує трьох синів та доньку.